# Блинов, Иван Гаврилович
Ива́н Гаври́лович Блино́в (5 [18] ноября 1872, деревня Кудашиха, Балахнинский уезд, Нижегородская губерния, Российская империя — 8 июня 1944, там же, Городецкий район, Горьковская область, СССР) — русский каллиграф и художник-миниатюрист, книгописец.

## Биография
Иван Гаврилович Блинов родился 5 (18) ноября 1872 году в крестьянской семье Гавриила Андреевича и Любови Клементьевны Блиновых. Семья принадлежала к беглопоповцам. Дед и дядя по материнской линии — иконописцы, также занимались росписью прялок. Детство провел в доме деда в деревне Косково на реке Узоле, там же выучился чтению и письму. Рано начал рисовать. В подростковом возрасте увлекся перепиской книг. Первыми работами юного И. Блинова были тетради с текстами канонов избранным праздникам и святым, которые он переписывал по заказу одного из городецких книготорговцев. В 1887 году начинающий каллиграф создает своё первое крупное произведение — Канонник объёмом в 219 листов, а год спустя Блинов переписывает лицевой Толковый Апокалипсис.
На рубеже 1880—1890-х годов художник начинает работать на городецких купцов-коллекционеров Петра Овчинникова и Григория Прянишникова, а с 1895 года — на горбатовского купца Николая Никифорова. Из произведений, выполненных Иваном Гавриловичем с 1894 по 1901 год, выделяются несколько лицевых списков «Повести о Петре и Февронии Муромских», «Канон Честному Кресту», демонстрировавшийся на палеографической выставке 1899 года, и роскошный лицевой Канонник, куда вошли десять канонов на двунадесятые праздники.
В процессе работы Блинов параллельно изучает богатейшие книжные собрания своих заказчиков, знакомится с другими переписчиками, художниками-миниатюристами и иконописцами, ещё более шлифуя собственный навык. Таким образом, к концу 1890-х годов Иван Гаврилович становится общепризнанным мастером — каллиграфом и миниатюристом, чьи работы с охотой приобретались многочисленными коллекционерами: Е. В. Барсовым, А. П. Бахрушиным, С. Т. Большаковым и др.
С середины 1890-х годов Блинов стал пробовать себя в реставрации: досконально освоив манеру и технику различных книгописных школ, художник дописывает утраченные фрагменты различных рукописей, украшает неиллюминированные манускрипты орнаментами и «картинами». Свидетельством признания заслуг Ивана Гавриловича в качестве реставратора явилось приглашение мастера на открывшийся во Владимире в конце июня 1906 года 3-й областной историко-археологический съезд.
В 1905 году по заданию Нижегородской городской думы художник приступает к созданию лицевого списка «Иудейской войны» Иосифа Флавия, работает в библиотеках Казанского университета и КазДА.
В конце 1900-х годов связи в среде старообрядческих предпринимателей приводят Блинова в Москву, где он посещает Московский публичный и Румянцевский музеи, работает в хранилищах Исторического музея и Третьяковской галереи, изучает Синодальную библиотеку и библиотеку Троице-Сергиевой лавры, штудируя манускрипты, созданные лучшими мастерами своего времени.
В Петербурге художник знакомится с книжно-рукописным собранием Императорской публичной библиотеки.
Оттачивая собственный стиль, особое внимание Иван Гаврилович уделяет манускриптам, созданным в кремлёвских мастерских в XVI — начале XVII века, в первую очередь, Лицевому летописному своду Иоанна Грозного, — именно эти книги становятся образцами для большинства его работ.
С начала 1909 по 1916 год (с небольшими перерывами) Блинов работает в Московской старообрядческой книгопечатне, принадлежавшей беглопоповскому предпринимателю и коллекционеру, доверенному лицу Н. А. Бугрова Л. А. Малехонову, который по рекомендации Г. М. Прянишникова предложил Ивану Гавриловичу должность старшего корректора славянского шрифта с окладом 25 рублей в неделю.
Помимо основной работы в типографии, Блинов также выполнял частные заказы, причем его профессиональная репутация как каллиграфа и мастера-книгописца была к тому времени столь высока, что в числе его заказчиков был и Императорский двор.
Работая в Нижнем Новгороде, Казани, Москве и Санкт-Петербурге, Иван Гаврилович с лихвой пользовался теми возможностями, что предоставляли ему книгописные собрания вышеперечисленных городов: мастерство Блинова росло год от года.
На рубеже 1900-х — 1910-х годов Иван Гаврилович знакомится с художником Д. С. Стеллецким. Плодом их совместных творческих усилий стал лицевой список «Слова о полку Игореве» (не сохранился). Текст «Слова» был написан И. Блиновым, а иллюстрации выполнены Д. Стеллецким.
В 1912 году вместе с другим известным художником, А. И. Савиновым, И. Г. Блинов работает под Харьковом, в усадьбе Натальевка, принадлежавшей крупному предпринимателю-сахарозаводчику, коллекционеру и меценату П. И. Харитоненко. Иван Гаврилович выполняет надписи в возводившейся в 1911—1913 годах по проекту А. В. Щусева церкви Всемилостивейшего Спаса.
В 1912—1914 годах Блинов создаёт три новых списка «Слова о полку Игореве». Первый приобрёл московский купец 2-й гильдии Е. Е. Егоров, а третий — известный ценитель старины, член Государственного совета князь А. А. Ширинский-Шихматов.
Помимо Д. С. Стеллецкого и А. И. Савинова, Иван Гаврилович сотрудничает и с прочими не менее знаменитыми художниками своего времени: В. М. Васнецовым, М. В. Нестеровым, Б. В. Зворыкиным.
С 1916 года художник трудится в «Товариществе скоропечатни А. А. Левенсон», выполняя заказы для Императорского двора. — В частности, им были созданы рисунки трёх статутов к дамскому ордену св. блгв. княгини Ольги: для императора Николая II, императрицы Александры Феодоровны и вдовствующей императрицы Марии Феодоровны. Для выполнения заказа Блинов был затребован в Царское Село, где 3 недели прожил у начальника Царскосельского дворцового управления князя М. С. Путятина. За эту работу Иван Гаврилович получил 500 рублей, золотую медаль на Андреевской ленте с надписью «За усердие» и письменную благодарность от государыни.
В том же, 1916 году, Блинова мобилизовали на службу в Полевой Царскосельский военно-санитарный поезд № 143 Её Императорского Величества Государыни Императрицы Александры Феодоровны. В период прохождения воинской службы книгописец знакомится с рядом известных современников: художниками И. А. Шарлеманем и П. С. Наумовым, поэтом С. А. Есениным.
Революционные события февраля — октября 1917 года застали Ивана Гавриловича в расцвете творческих сил и на пике карьеры, однако для новой власти его талант оказался совершенно чужд. Тем не менее художник продолжает активно работать, и следующий, 1918 год, стал, вероятно, наиболее плодотворным в творчестве И. Блинова.
В материальном отношении наиболее тяжёлым для Ивана Гавриловича стал 1919 год. В тот год Блинов пишет полотно «Симоне Ионин, любиши ли Мя?» (Ин. 21:15-17). По признанию художника, сюжет картины нарисовался в его голове во время молитвы за службой.
В марте 1919 года Блинов вошёл в состав Учёной коллегии Российского Исторического музея. В 1920 году художник становится директором и по совместительству научным сотрудником Городецкого краеведческого музея, одним из организаторов которого он являлся. В 1925 году Иван Гаврилович по семейным обстоятельствам возвращается в родную деревню.
Во второй половине 1920-х — 1930-х годов сменил несколько профессий: работал в колхозе, был лектором и оформителем в сельском клубе, ответственным редактором городецкой газеты «Колхозный ударник», учителем в колонии. Постоянно находясь под подозрением властей, художник то и дело возвращается к любимому занятию — переписке и оформлению рукописей: составляет и украшает красочными миниатюрами «Историю города Городца», для детей и внуков переписывает маленькие книжечки с канонами. Но в советских реалиях книгописный труд не только не приносит Блинову какого-либо дохода, но лишь усиливает его репутацию «неблагонадежного».
Незадолго до кончины Блинов получает письмо от своего давнего друга, историка и археографа Г. П. Георгиевского, в котором последний предлагал Блинову выполнить для него новую книгу, «Слово о полку Игореве» Однако, принявшись за данный заказ, Иван Гаврилович не успел его завершить.
И. Г. Блинов скончался в родной Кудашихе 8 июня 1944 году на 72-м году жизни. В 1985 году кладбище, на котором покоился Иван Гаврилович, было уничтожено. Могила самого художника по настоянию родственников и общественности Городца восстановлена в 1988 году.

## Творчество
За свой творческий период Блинов переписал и оформил около 200 средневековых рукописей самых разных жанров, ряд из которых до сих пор не выявлен и не описан. Некоторые книги создавались в двух или в нескольких списках. Среди переписанных Блиновым произведений: «Житие Василия Нового» (1893), «Сказание о Мамаевом побоище» (1894), «Повесть о Петре и Февронии Муромских» (1890-е годы, 1900, 1901), «Сказание о князе Михаиле Черниговском и о его боярине Феодоре» (1895), «Изборник Святослава» 1073 года (1896), «Повесть об убиении царевича Димитрия» (1896), «Слово о полку Игореве» (конец 1890-х, 1911, 1912, 1913, 1914, 1929, 1944), «Житие Павла Обнорского» (1903), «Иудейская война» (1909), «Акафист преподобному Серафиму Саровскому» (1917), «Мудрость Менандра Мудрого» (1918), «Житие Анастасии Узорешительницы» (1918), «Повесть Аммония мниха о святых отцах, в Синае и Раифе избиенных» (в соавторстве с сыном Иваном, 1918), «История города Городца» (1937), многочисленные канонники, синодики, сборники, отдельные службы, каноны и акафисты избранным праздникам и святым и многое др.
Кроме того, Иван Гавриловичем было мастерски отреставрировано (в том числе восполнено и иллюминировано) значительное количество рукописных книг, созданы отдельные миниатюры, два настенных листа «Ополчение и поход великого князя Димитрия Иоанновича…» (1890-е годы) и несколько картин на духовно-историческую тематику («Протопоп Аввакум и боярыня Морозова», «Жалованная грамота Григорию Орлову», «История Городецкой старообрядческой часовни», «Симоне Ионин, любиши ли Мя?»).
Блинов безупречно воспроизводил стиль любого периода эпохи XI—XVII веков, причем делая это как путём точного копирования соответствующего манускрипта, так и посредством творческого подхода, обусловленного глубочайшим знанием книгописных образцов означенного времени.
В своем творчестве Иван Гаврилович применял все типы славянского письма, опираясь на наиболее совершенные средневековые образцы. Более того, целый ряд рукописей он переписал крупным уставным письмом собственного изобретения.
Рисунок Блинова четкий, уверенный, виртуозный. Во многих и без того миниатюрных произведениях прописаны мельчайшие детали. Манера письма по большей части динамична и эмоциональна.
Работы Ивана Гавриловича явились своеобразным итогом развития восточнославянской каллиграфии и книжной живописи, вобрав в себя лучшее из художественного наследия предыдущих столетий.
«Ивану Гавриловичу Блинову, — отмечает Е. М. Юхименко, — <…> принадлежит особое место в художественной культуре эпохи модерна. В нём зримо воплотилась связь новорусского стиля с подлинными, древнерусскими корнями этого искусства».
Сегодня труды И. Г. Блинова хранятся в Российской государственной библиотеке, Историческом музее, Городецком краеведческом музее, Российской национальной библиотеке и в ряде др. мест. Некоторое количество работ находится также в частных коллекциях, включая зарубежные.

## Семья
Когда Ивану Блинову исполнилось 19 лет, он женился на 18-летней крестьянке Вере Павловне, в браке с которой родилось семеро детей: сыновья Иван (унаследовал от отца «любовь ко всему художественному»), Филарет и Андрей; дочери Надежда, Александра, Таисия, Васса. Иван Гаврилович и Вера Павловна находились в теплых отношениях с 17 лет, и их брак был счастливым: в архиве художника сохранились исполненные нежных чувств и привязанности письма к жене, написанные народным языком в характерной архаичной манере. От Александры у Ивана Гавриловича родилась внучка Валентина Кондратьевна Романова (в девичестве Горячева), сохранившая множество памятников жизни и творчества своего деда. Правнуки: Алексей Викторович Жарёнов, Сергей Дмитриевич Романов. Праправнуки: Александр Александрович Кротиков, Дмитрий Сергеевич Романов — нижегородский артист.

## Память
Мемориальная доска установлена на здании Городецкого краеведческого музея 7 сентября 2005 года.
В 2018 году Ивану Блинову был посвящён документальный фильм «Мир Ивана Гавриловича», созданный его праправнуком, нижегородским режиссером Дмитрием Романовым.

## Галерея
- Примеры произведений
- Миниатюра из "Сказания о князе Михаиле Черниговском и о его боярине Феодоре" (1895)
- Фрагмент настенного листа (лубка) "Ополчение и поход великого князя Димитрия Иоанновича, самодержца Всероссийского..." (между 1895 и 1900)
- Миниатюра из "Повести об убиении царевича Димитрия" (1896)
- Фрагмент "Хроники Георгия Амартола" (начало XX в.)
- Фрагмент "Повести о свт. Василии Рязанском" (начало XX в.)
- Миниатюра из "Притчи о временах года" (начало XX в.)
- Выходная миниатюра из "Повести о Петре и Февронии Муромских" (1900)
- Миниатюра из "Повести о Петре и Февронии Муромских" (1901)
- Заголовок "Слова о полку Игореве" (1912)
- Титульный лист "Акафиста прп. Серафиму Саровскому" (1917)
- Миниатюра из "Повести о Савве Грудцыне" (1919)
- Фрагмент картины "Симоне Ионин, любиши ли Мя?" (1919)

## Опубликованные работы
- Сказание о князе Михаиле Черниговском и о его боярине Феодоре: Факсимильное воспроизведение лицевого списка из собрания ГИМ / Пер. с древрус. и прил. И. В. Левочкина. — М., 1988.
- Слово о полку Игореве: Факсимильное воспроизведение лицевого списка работы И. Г. Блинова из собрания ГБЛ / Л. А. Дмитриев, Н. К. Гаврюшин, В. П. Гребенюк, И. И. Шкляревский. — М., 1988.
- Покровители семьи и брака святые Петр и Феврония Муромские / Издание выполнено по рукописи Государственного исторического музея: Повесть о Петре и Февронии Муромских. Художник и писец И. Г. Блинов. 1901 г. / Сост., пер. и вступ. ст. Е. М. Юхименко. — М., 2012.

## Сочинения
- Автография жизни моей (1919) / Публ. Е. М. Юхименко // Искусствознание. — 2013. — № 1—2. — С. 433—438.
- Обзор городецких храмов и некрополя (1920) / Публ. С. В. Сироткина // Городецкие чтения: Материалы научно-практической конференции 23—24 апреля 2004 г. — Вып. 5. — Городец, 2004. — С. 46—51.
- История города Городца Горьковской области (1937).